# 리사: 더 페인풀
리사: 더 페인풀(영어: LISA: The Painful)은 포스트 아포칼립스 롤플레잉 비디오 게임이다.